# Chris Olivero
Chris Olivero, född 15 oktober 1984 i Stockton, Kalifornien, är en skådespelare som syns i gästroller i serierna Boston Public, 24 och CSI Miami, men mest känd är han för sin roll Declan McDunaugh i Kyle XY.

## Trivia
Chris Oliveros födelsenamn är Christopher Anthony Olivero.
Han är gift med skådespelerskan Alexandra Picatto sen augusti 2006.